# Trauma I
Trauma I (27 de marzo de 1985) es un luchador profesional mexicano que actualmente trabaja en la empresa International Wrestling Revolution Group (IWRG), donde es el actual Campeón Intercontinental en Parejas de IWRG con Negro Navarro.
Trauma I es hermano de Trauma II e hijo del luchador Negro Navarro.

## Carrera
Trauma I debutó el 23 de marzo de 2002 en la Arena Aragón, en Nezahualcóyotl, Estado de México. Pronto comenzó a hacer equipo con su hermano Trauma II, luchando bajo el nombre de "Los Hermanos Trauma" en la Arena Coliseo de Coacalco, en el Estado de México, pero también realizando apariciones con la empresa Desastre Total Ultraviolento (DTU) y en la NWA México.

### International Wrestling Revolution Group (2007-presente)

#### 2007 - 2010
Los Traumas debutaron en la IWRG el 7 de enero de 2007 en el bando de los rudos. El 15 de marzo de 2009, Trauma I junto a Trauma II y Gemelo Fantástico I, luchó por Campeonato de Tríos del Distrito Federal en contra de Los Terribles Cerebros (Black Terry, Cerebro Negro & Dr. Cerebro), sin embargo salieron derrotados. Siete días después, participó en una lucha en jaula con 14 máscaras en juego, saliendo perdedor Cerebro Negro. El 28 de mayo de 2009, luchó por el Campeonato Intercontinental de Tríos de IWRG junto a Trauma II y Zatura, siendo vencidos por Los Oficiales.

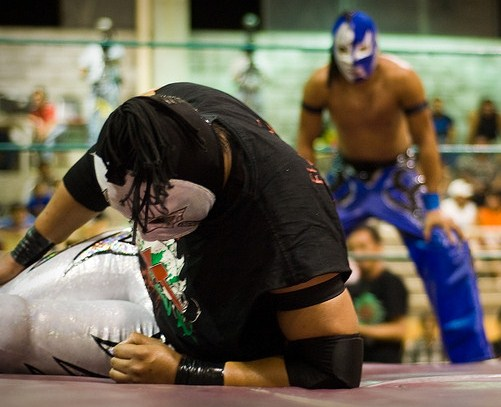
Trauma I luchando frente a su hermano Trauma II.

Luchó en el Torneo Rey Del Ring 2009, llevado a cabo el 16 de junio, siendo el ganador Ricky Cruz. El 1 de noviembre de 2009, en el evento denominado El Castillo Del Terror, apostó su máscara, pero el perdedor fue Yack. El día 28 del mismo mes, venció a su hermano Trauma II, en el evento en el cual se enfrentaban luchadores de Desastre Total Ultraviolento (DTU) y Combat Zone Wrestling (CZW). El 20 de diciembre, junto a su padre el Negro Navarro, participó en un torneo en el cual participaban padre e hijo, el cual fue ganado por Canek y El Hijo del Canek.

#### 2010 - 2011
El 30 de enero de 2010 perdió una lucha junto al Negro Navarro por el Campeonato Intercontinental en Parejas de IWRG, lucha donde Los Piratas (El Hijo del Pirata Morgan y Pirata Morgan) se coronaron como los nuevos monarcas. Días después peleó por la "Copa Higher Power 2010", pero tampoco pudo salir victorioso. El 11 de marzo de 2010 en la Arena Naucalpan, Trauma I derrotó a Angélico para ganar el Campeonato de Peso Semicompleto de Sudamérica. El 28 de noviembre de 2010, Bestia 666 y X-Fly vencieron a Los Hermanos Trauma, ganando el Campeonato en Parejas de IWL.

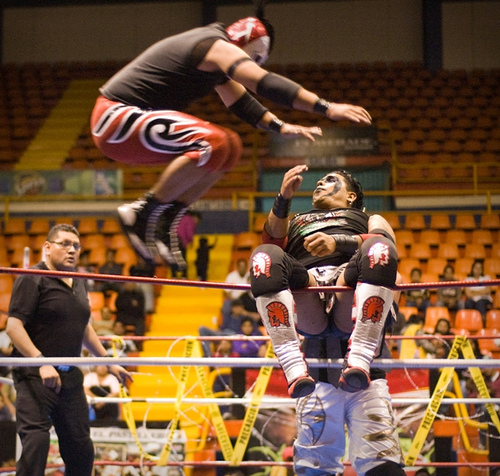
Trauma I saltando sobre Último Gladiador en DTU.

El 17 de diciembre de 2010 durante un evento de Toryumon México, perdió frente a Angélico la "Young Dragons Cup 2010". En el Torneo Relámpago de Proyección a Nuevas Promesas de la Lucha Libre 2011 de la IWRG, Trauma I y su novato Multifacético IV fueron derrotados por Scorpio, Jr. y su novato Comando Negro, ganadores de dicho torneo. En el evento DTU Confia perdieron contra las "Hermanas Apache" en una lucha de intergéneros. El 27 de marzo de 2011 ganó el Campeonato Junior de Juniors de IWRG tras vencer al entonces campeón El Hijo del Pirata Morgan y a El Hijo de L.A. Park en un triangular. Tiempo después, el 15 de mayo Los Hermanos Trauma ganaron el Campeonato en Parejas de AULL tras derrotar a Chucho El Roto e Iron Love.
El 31 de julio, Los Hermanos Trauma y El Hijo de L.A. Park obtuvieron una oportunidad por el Campeonato de Tríos de AULL, pero perdieron su lucha titular frente a los campeones Robín Maravilla, Rocky Santana y Yakuza. El 13 de noviembre de 2011 en la Arena Naucalpan ganó el Torneo La Gran Cruzada y se convirtió en el retador oficial al Campeonato Rey del Ring de IWRG que se encontraba en posesión de El Pantera. A la semana siguiente, fue derrotado en su intento por conseguir este nuevo título. Días después, Trauma I participó en la empresa Lucha Promotora Original Pro-Lucha y ganó el Torneo POP Star 2011, torneo donde también participaron su hermano Trauma II y su padre Negro Navarro.
El 22 de diciembre de 2011 durante el evento para celebrar el trigésimo cuarto aniversario de la Arena Naucalpan, Trauma I hizo equipo con Oficial AK-47 para enfrentarse a Trauma II y Oficial 911 en una lucha en Relevos Suicidas. Trauma II y Oficial 911 salieron triunfadores del combate, por lo que Trauma I tuvo que enfrentarse en una Lucha de Máscara vs. Máscara a Oficial AK-47, al cual venció y le ganó su máscara. Oficial AK-47 dijo llamarse Mario Pardo Villagómez, originario de Casas Grandes, Chihuahua.

#### 2012 - presente
El 29 de enero en un evento de AULL, Trauma I y Daga participaron en una lucha de Ruleta de la Muerte en parejas donde los perdedores se enfrentarían entre ellos, apostando la máscara y la cabellera de cada uno. Trauma II ganó la cabellera de Iron Love tras ser los perdedores de la Ruleta de la Muerte. Participó en el evento debut de la promoción DDD el 19 de febrero. En ese evento, Sami Callihan y Samuray del Sol vencieron a Los Hermanos Trauma. Dos días después, ganó la Copa Higher Power junto a otros 7 luchadores, esto tras derrotar a los novatos de IWRG. El 18 de marzo en la Arena Naucalpan, Negro Navarro y Trauma I se coronaron con el Campeonato Intercontinental en Parejas de IWRG luego de vencer en una difícil lucha a El Hijo del Pirata Morgan y al Pirata Morgan. Días después perdió el Campeonato Junior de Juniors de IWRG frente a Bestia 666.
En el evento Homenaje a Super Crazy realizado en la Arena López Mateos, Los Hermanos Trauma perdieron el Campeonato en Parejas de AULL en contra de Epitafio y Leviathan. En mayo de 2012, Trauma II entró en un pique con el japonés Shadow Phoenix.

## En lucha
- Movimientos finales
  - La Victoriosa de Solar (Bridging reverse bodyscissors a un oponente sentado)
  - Cruceta Invertida (Reverse figure four leglock)

- Movimientos de firma
  - Armbreaker
  - Backhand chop
  - La Casita (Arm wrench inside cradle pin)
  - Forearm smash
  - Football kick
  - Discus clothesline
  - Rehilete con Quebradora (Tilt-a-whirl backbreaker)
  - Spinning heel kick

- Managers
  - Negro Navarro
  - Trauma II

- Apodos
  - "El Hijo del Maestro"

## Campeonatos y logros
- Alianza Universal de Lucha Libre
  - Campeonato en Parejas de AULL (1 vez) - con Trauma II
- International Wrestling Revolution Group
  - Campeonato de Peso Semicompleto de Sudamérica (1 vez)[5]
  - Campeonato Junior de Juniors de IWRG (1 vez)[6]
  - Campeonato Intercontinental en Parejas de IWRG (1 vez, actual) - con Negro Navarro
  - Copa Higher Power (2012)
  - Torneo La Gran Cruzada (2011)[7]
  - Triangular de Tercias (2012) - con Angélico & Trauma II
- Lucha Promotora Original Pro-Lucha
  - Torneo POP Star (2011)[8]
- The Crash
  - Campeonato en Parejas de The Crash (1 vez) – con Trauma II
- Universal Wrestling Entertainment
  - Trofeo de Tríos Aníbal (2011) - con Halcón 78, Jr. & Trauma II

## Luchas de apuestas
| Apuesta máscara | Ganador trauma 1 | Perdedor canis lupus | Lugar arena naucalpan | Ciudad de México            | Fecha 19/10/16          |        |
| --------------- | ---------------- | -------------------- | --------------------- | --------------------------- | ----------------------- | ------ |
| Cabellera       | Trauma I         | El Pantera           | Arena Naucalpan       | Naucalpan, Estado de México | 25 de febrero de 2010   | [ 9 ]  |
| Máscara         | Trauma I         | Oficial AK-47        | Arena Naucalpan       | Naucalpan, Estado de México | 22 de diciembre de 2011 | [ 10 ] |